# St. Lunatics
St. Lunatics - хип-хоп группа из Сент-Луиса, штат Миссури сформированная Nelly и его друзьями - Ali, Murphy Lee, City Spud и Slo'Down.

## Карьера
Группа была сформирована в 1993 году и выпустила первые треки, "Gimmie What U Got" и "Thug Luv for the Homiez" в 1996 году. Группа быстро стала известной в пределах родного города.В 1999 году лидер группы Nelly подписал контракт с Universal Records, и в 2000 году выпустил дебютный альбом, который распродался тиражом более 10 млн. экземпляров. В этом же году, участник группы City Spud (настоящее имя Lavell Webb) был приговорен к 10 годам заключения за совершение ограбления.
После ошеломительного успеха Нелли, St. Lunatics выпустили дебютный альбом под названием "Free City"("Свобода City"),который включил синглы "Summer in the City", "Midwest Swing" и "Let me in now". Альбом сосредоточил невыскоий интерес со стороны общественности по сравнению с сольным творчеством Nelly, однако достиг платинового статуса.
В 2006 году вышел нестудийный альбом группы "Who's The Boss", который был написан еще в 1996 году, однако увидел свет через 10 лет.  Не был поддержан лейблом Нелли.

В июне 2008 года City Spud был амнистирован.
Летом 2010 года Лунатики планируют выпустить второй альбом "City Free". Первым синглом стал одноименный трек "St. Lunatics",который реализовался в марте 2009 года. Однако в связи с переносами даты релиза, первым официальным синглом стал трек Money Talk (feat. Birdman), выпущенный в апреле 2010 года.

## Дискография

### Студийные Альбомы
| Год  | Альбом | Позиции в чартах | Позиции в чартах | Позиции в чартах | Продажи и сертификации                                           |
| Год  | Альбом | U.S.             | U.S. R&B         | CAN              | Продажи и сертификации                                           |
| ---- | --- | ---------------- | ---------------- | ---------------- | ---------------------------------------------------------------- |
| 2001 | Free City - Дебютный Альбом - Выпущен: 5 Июня, 2001 - Лейбл: Universal Records                                          | 3                | 1                | 18               | - RIAA Сертийикация: Platinum - Продано более 1 млн. экземпляров |
| 2010 | City Free - Второй Альбом - Планируется выпуск: 27 июля, 2010 - Лейбл: Derrty Entertainment/Universal Records/UCME Ent. | To Be Released   | To Be Released   | To Be Released   | To Be Released                                                   |

### Синглы
| Год  | Название                         | Позиции в чартах | Позиции в чартах | Альбом    |
| Год  | Название                         | U.S.             | U.S. R&B         | Альбом    |
| ---- | -------------------------------- | ---------------- | ---------------- | --------- |
| 2001 | "Midwest Swing"                  | 88               | 41               | Free City |
| 2001 | "Summer in the City"             | —                | —                | Free City |
| 2009 | "St. Lunatics"                   | —                | —                | City Free |
| 2010 | "Money Talk" (featuring Birdman) | TBA              | TBA              | City Free |